# 2012年夏季奧林匹克運動會塞爾維亞代表團
2012年夏季奧林匹克運動會塞爾維亞代表團參加2012年7月27日至8月12日在英國倫敦舉行的第三十屆夏季奧林匹克運動會。該國在該屆奧運共獲得一枚金牌、一枚銀牌和兩枚銅牌。

## 獎牌榜
| 獎牌 | 運動員              | 大項   | 小項             | 日期    |
| ---- | ------------------- | ------ | ---------------- | ------- |
| 金牌 | 米莉察·曼迪奇       | 跆拳道 | 女子67公斤級以上 | 8月11日 |
| 銀牌 | 伊万娜·马克西莫维奇 | 射擊   | 女子50米步槍三姿 | 8月4日  |
| 銅牌 | 安德里亚·兹拉蒂奇   | 射擊   | 男子50米步槍三姿 | 7月28日 |
| 銅牌 | 男子水球隊          | 水球   | 男子水球         | 8月12日 |